# Deghdsut
Deghdsut (en arménien Դեղձուտ ) est une communauté rurale du marz d'Ararat en Arménie. Il se situe dans la région d'Artachat, à 16 km au sud d'Erevan et à 9 km de la ville d'Artachat.
Les villages voisins sont :
- Mrganush - 0,2 km
- Vardashen - 0,5 km
- Arevchat - 0,8 km
- Getazat - 0,9 km
- Nshavan - 1 km

En 2008, elle compte 922 habitants.